# Carlos Ruiter
Pour les articles homonymes, voir Ruiter.
Carlos Ruiter de Oliveira Pontes, dit Carlos Ruiter, est un footballeur brésilien né le 26 mars 1943 à Pesqueira (Brésil).

## Biographie
Ce joueur a fait les beaux jours des Girondins de Bordeaux à la fin des années 1960 : cet attaquant efficace marquait une moyenne de 15 buts par saison.
Son frère Plinio le rejoint en France peu de temps après et réalisera une honnête carrière en deuxième division française.

## Carrière de joueur
- Girondins de Bordeaux (1966-1972)
- AS Monaco (1972-1974)

## Palmarès
- Finaliste de la Coupe de France 1968 et 1969 (avec les Girondins de Bordeaux)
- Vice-champion de France 1969 (avec les Girondins de Bordeaux)

## Source
- Marc Barreaud, Dictionnaire des footballeurs étrangers du championnat professionnel français (1932-1997), L'Harmattan, 1997.